# Sebe-Brikolo
Sebe-Brikolo (oder Sébé-Brikolo) ist ein Departement in der Provinz Haut-Ogooué in Gabun und liegt im Osten des Landes. Das Departement hatte 2013 etwa 16.400 Einwohner.

## Gliederung
- Okondja